# Mario Pochetti
Mario Pochetti (Palombara Sabina, 18 maggio 1921 – Roma, 20 settembre 1990) è stato un politico e sindacalista italiano.

## Biografia
Dirigente sindacale, dal 1960 al 1969 fa parte della segreteria provinciale della CGIL di Roma. Successivamente è stato deputato del Partito Comunista Italiano dal 1968 al 1987.